# Крыловский, Александр Николаевич

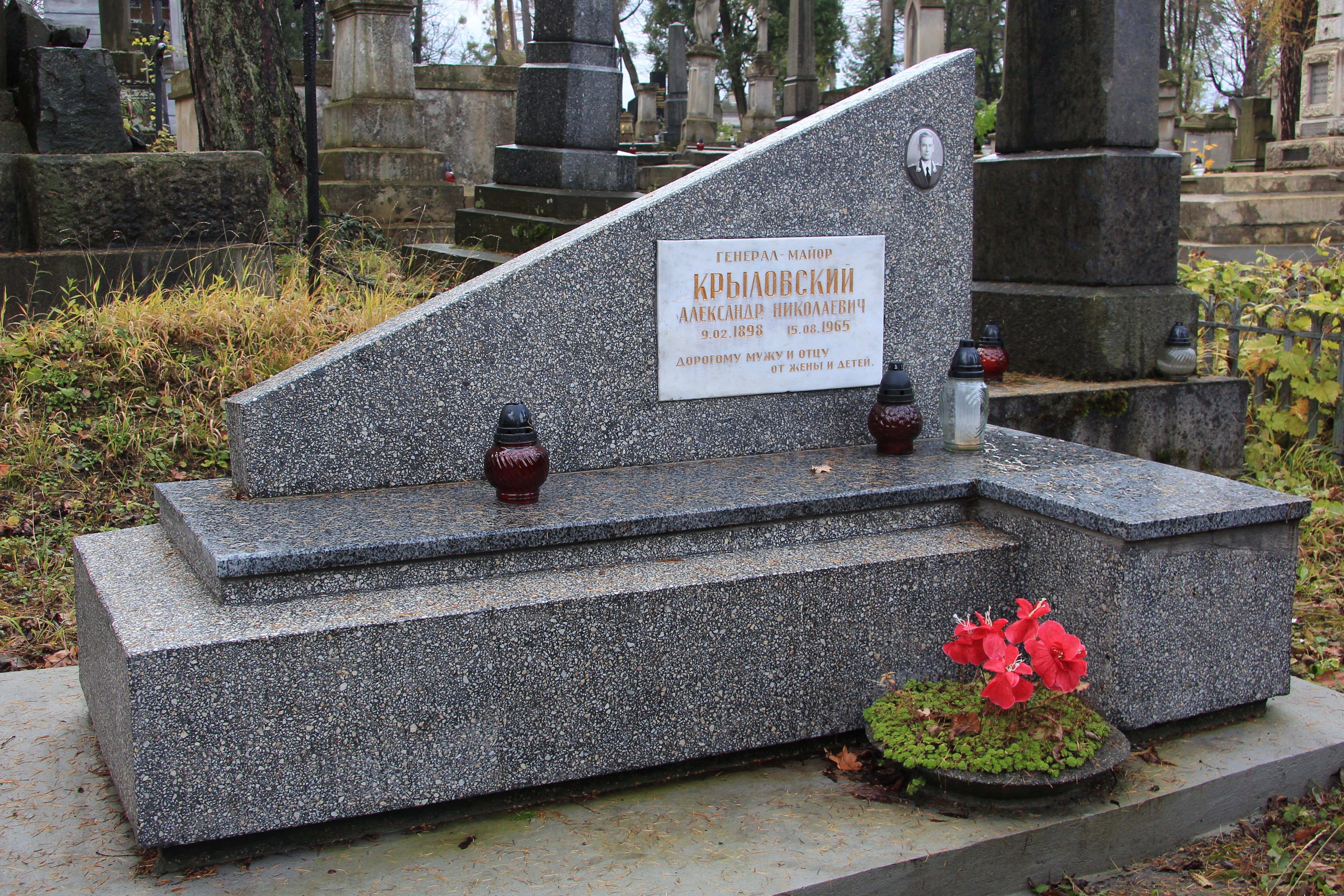

Александр Николаевич Крыловский (7 февраля 1898, деревня Селецкое, Смоленская губерния — 15 августа 1965, Львов) — советский военный деятель, генерал-майор (1945 год).

## Биография
Александр Николаевич Крыловский родился 7 февраля 1898 года в деревне Селецкое ныне Сафоновского района Смоленской области.

### Первая мировая и гражданская войны
В мае 1917 года был призван в ряды Русской императорской армии и направлен на учёбу в школу прапорщиков, после окончания которой в декабре того же года в чине прапорщика был демобилизован из рядов армии. Затем в Смоленске работал контролером в Управлении национализированными имениями.
В октябре 1919 года был призван в ряды РККА, после чего был направлен в 93-й стрелковый полк (31-я бригада, 15-я армия), где служил командиром взвода для поручений при командире батальона этого же полка, а в июне 1920 года был назначен на должность помощника начальника штаба 31-й стрелковой бригады. Принимал участие в боевых действиях против войск под командованием генерала Н. Н. Юденича под Петроградом, а также в ходе советско-польской войны — в боевых действиях в районах Молодечно, Лида, на варшавском и минском направлениях.
В октябре 1920 года Крыловский был направлен на курсы начальников связи и штабных командиров Западного фронта, после окончания которых в июне 1921 года был назначен на должность помощника начальника оперативной части штаба войск Петроградского района.

### Межвоенное время
В декабре 1921 года был назначен на должность начальника оперативного отдела штаба войск Минского района, в мае 1922 года — на должность помощника начальника и начальника оперативно-строевого отделения штаба частей ОСНАЗ в Смоленской губернии, в феврале 1923 года — на должность 1-го помощника начальника штаба ЧОН там же, с июня — начальник оперативно-разведывательного, затем организационно-учебного отделений штаба ЧОН Западного фронта. В апреле 1924 года был вновь назначен на должность 1-го помощника начальника штаба ЧОН Смоленской губернии, в июне — на должность члена губернской ликвидационной комиссии ЧОН, а в августе — на должность помощника начальника оперативной части штаба 29-й стрелковой дивизии.
В октябре 1928 года был направлен на курсы усовершенствования по разведке при 4-м управлении Штаба РККА, после окончания которых в июле 1929 года был назначен на должность помощника начальника 1-й части штаба 29-й и 9-й стрелковых дивизий (Белорусский военный округ), в апреле 1932 года — на должность помощника начальника 1-й части штаба Новоград-Волынского укреплённого района, в феврале 1937 года — на должность помощника начальника 1-го отделения штаба 15-го стрелкового корпуса (Киевский военный округ), в феврале 1940 года — на должность руководителя тактики Львовского пехотного училища, а в декабре — на должность начальника учебного отдела Кировского пехотного училища.

### Великая Отечественная война
С началом войны Крыловский находился на прежней должности и в октябре был назначен на должность начальника штаба 47-й отдельной стрелковой бригады, в феврале 1942 года — на должность начальника штаба лыжной группы 1-й ударной армии, в мае — на должность старшего помощника начальника, а в ноябре — на должность начальника оперативного отдела штаба этой же армии. Принимал участие в боевых действиях в ходе Демянских операций.
В феврале 1944 года был назначен на должность начальника штаба 93-го стрелкового корпуса, которым с 15 по 24 мая того же года временно командовал. Корпус принимал участие в ходе боевых действиях на идрицком направлении, а затем в Режицко-Двинской, Мадонской, Рижской, Варшавско-Познанской, Восточно-Померанской и Берлинской наступательных операциях.

### Послевоенная карьера
С июля 1945 года Крыловский исполнял должность начальника отдела оперативной подготовки Оперативного управления штаба Центральной группы войск.
С января 1948 года находился в распоряжении Управления кадров сухопутных войск по 2-му отделу и в марте того же года назначен на должность начальника Объединённых Курсов усовершенствования офицерского состава Восточно-Сибирского военного округа. В феврале 1950 года был направлен на учёбу на курсы усовершенствования командиров стрелковых дивизий при Военной академии имени М. В. Фрунзе, после окончания которых в июне 1951 года был на должность начальника Военно-интендантского училища, а в июле 1953 года — на должность начальника военной кафедры Львовского института физической культуры.
Генерал-майор Александр Николаевич Крыловский в июне 1957 года вышел в отставку. Умер 15 августа 1965 года во Львове. Похоронен на 58 участке Лычаковского кладбища.

## Награды
- Орден Ленина;
- Три ордена Красного Знамени;
- Орден Богдана Хмельницкого 2 степени;
- Орден Отечественной войны 1 степени;
- Орден Красной Звезды;
- Медали.